# かしま号
かしま号（かしまごう）は、東京駅と茨城県鹿嶋市及び神栖市、潮来市を結ぶ高速路線バスである。

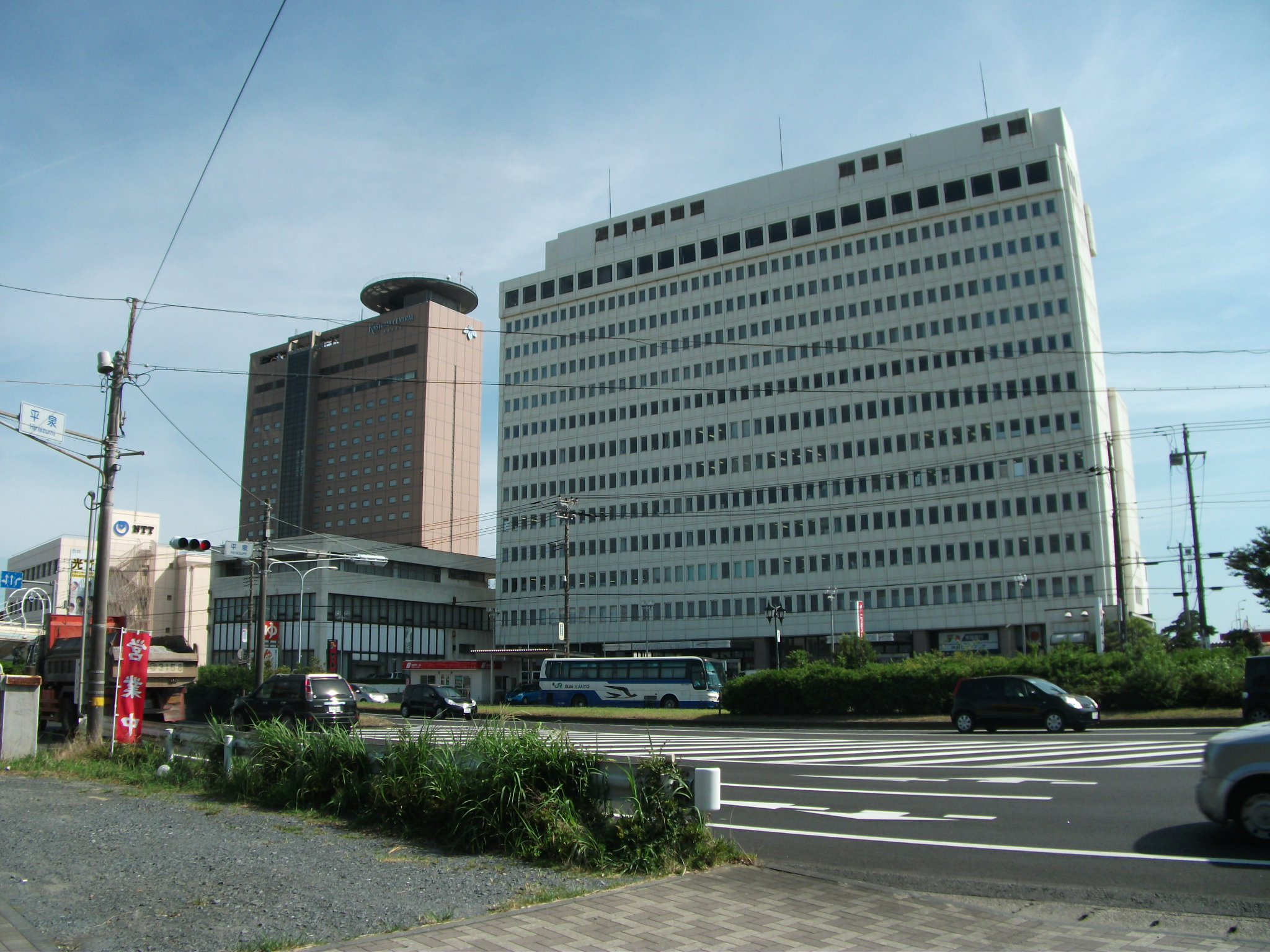
鹿嶋・神栖地域の中心・アートホテル鹿島セントラル（左）と高速バス

## 概要
東京駅と茨城県鹿嶋市及び神栖市・潮来市を結ぶ高速路線バスである。1989年の運行開始以来、鉄道並行路線でありながら低廉な運賃、速達性、使いやすい経路設定や車両の居住性などから人気が高まり、本数の少なかったJR東日本特急列車「あやめ」からも乗客を奪い（その後「あやめ」は削減され、2015年3月に定期列車廃止）、高速バス路線としては日本有数の高頻度運行路線に成長した。
鹿島側沿線は鹿島臨海工業地帯・水郷筑波国定公園であり、出張、通勤、通学から観光、水郷潮来あやめまつりなどといったイベント、さらにはメルカリスタジアムでのサッカー観戦まで多種多様な需要に支えられており、高速バスとしては数少ない定期乗車券まで発売されている。
鹿島地域の鉄道路線のうち鹿島臨海鉄道大洗鹿島線は交通系ICカードエリア外であるが、本路線は2013年3月31日に交通系ICカードSuica・PASMOを導入し、相互利用できる全国交通系ICカード10種類に対応している（ミッドナイトかしま号、一部の臨時バス、カシマサッカースタジアム直行臨時バスを除く）。はさき号、あそう号の乗車券、回数券ではかしま号、ミッドナイトかしま号には乗車できない。

## 運行会社
- ジェイアールバス関東（東京支店・鹿嶋支店・成田空港支店・土浦支店・水戸支店・新城支店（※運転業務のみ））[1]
- 関東鉄道（潮来営業所※繁忙期のみ関鉄観光バス佐原営業センターが業務を受託の場合あり）
- 京成バス（奥戸営業所・長沼営業所）

### 過去の運行会社
- ジェイアールバステック（東京バス管理所）

## 運行ルート
東京駅の乗車場所は八重洲南口1番のりば、降車場所は日本橋口である。
鹿島宇宙センター経由
東京駅 - 水郷潮来 - アートホテル鹿島セントラル - 鹿島製鉄所 - 鹿島宇宙センター - 鹿嶋市役所 - 鹿島神宮 - 鹿島神宮駅
アントラーズクラブハウス経由
東京駅 - 水郷潮来 - アートホテル鹿島セントラル - 鹿島製鉄所 - 鹿島アントラーズクラブハウス - 鹿嶋市役所 - 鹿島神宮 - 鹿島神宮駅
メルカリスタジアム発着便
東京駅 → 水郷潮来 → アートホテル鹿島セントラル → 鹿島製鉄所 → 鹿島宇宙センター → 鹿嶋市役所 → 鹿島神宮 → 鹿島神宮駅 → メルカリスタジアム（下り便）
東京駅 ← 水郷潮来 ← 鹿島神宮駅 ← メルカリスタジアム（上り便）
東京駅 ← メルカリスタジアム（臨時直行便・上り便のみ）※メルカリスタジアムでのJリーグ試合開催日などのみに運行
※メルカリスタジアムでのJリーグ試合開催日、国際親善試合開催日などには座席指定制の直行便も運行されるが、かしま号とは別系統扱いでスタジアムの乗降場所も異なる。
鹿島セントラルホテル発着便
東京駅 - 水郷潮来 - アートホテル鹿島セントラル

### 停留所一覧
| 停留所名                     | 所在地         | 宇宙センター経由 | クラブハウス経由 | スタジアム発着 | セントラルホテル発着 |
| ---------------------------- | -------------- | ---------------- | ---------------- | -------------- | -------------------- |
| 東京駅                       | 東京都千代田区 | ●                | ●                | ●              | ●                    |
| 水郷潮来バスターミナル       | 茨城県潮来市   | ●                | ●                | ●              | ●                    |
| アートホテル鹿島セントラル   | 茨城県神栖市   | ●                | ●                | ▼              | ●                    |
| 鹿島製鉄所                   | 茨城県鹿嶋市   | ●                | ●                | ▼              |                      |
| 鹿島宇宙センター             | 茨城県鹿嶋市   | ●                | ∥                | ▼              |                      |
| 鹿島アントラーズクラブハウス | 茨城県鹿嶋市   | ∥                | ●                | ∥              |                      |
| 鹿嶋市役所                   | 茨城県鹿嶋市   | ●                | ●                | ▼              |                      |
| 鹿島神宮                     | 茨城県鹿嶋市   | ●                | ●                | ▼              |                      |
| 鹿島神宮駅                   | 茨城県鹿嶋市   | ●                | ●                | ●              |                      |
| メルカリスタジアム           | 茨城県鹿嶋市   |                  |                  | ●              |                      |

凡例
- 停留所 … ●：停車（上下便停車）、▼：下り便のみ停車、∥：経由せず

## 運行回数
- 1日あたり：平日63往復、土休日上り69本、下り75本（2025年4月1日改正時点。）。
  - 東京駅 - 鹿島セントラルホテル：。
  - 東京駅 - 鹿島神宮駅（鹿島宇宙センター経由）：。
  - 東京駅 - 鹿島神宮駅（鹿島アントラーズクラブハウス経由）：。
  - 東京駅 - メルカリスタジアム：
  - 東京駅 - 鹿島神宮駅（深夜便「ミッドナイトかしま号」、鹿島宇宙センター経由）：運休中。
- 上り便の鹿島神宮駅始発は4:55（カシマサッカースタジアム始発4:50）、下り便の東京駅発最終便は22:50、深夜便は23:50である（2018年7月13日現在）。

## 歴史

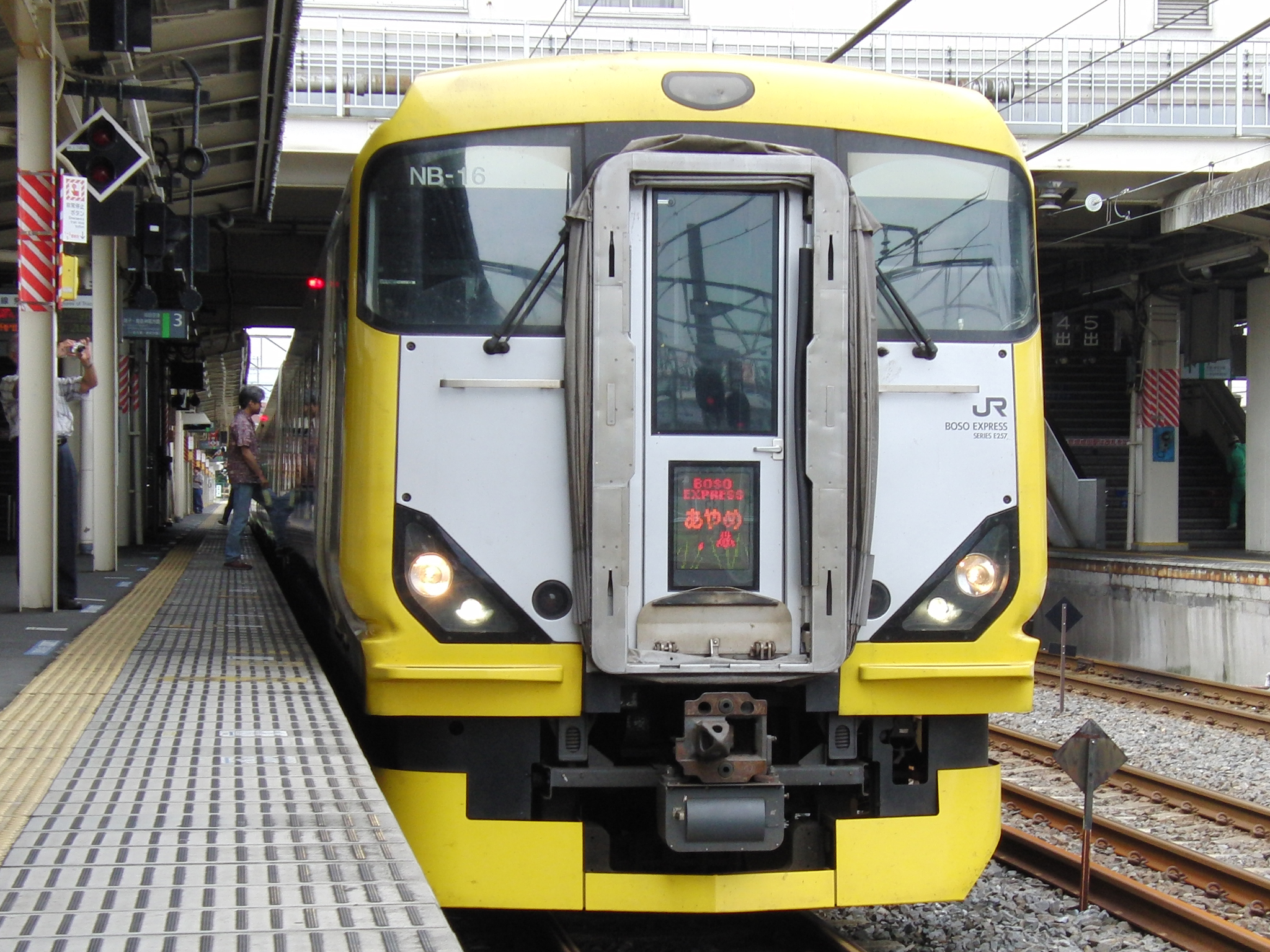
廃止になったJR特急「あやめ」（2012年6月）

1989年4月4日に運行開始。当時は1日4往復あったJR特急列車「あやめ」との競合を避けるように、隙間時間帯を中心に1日6往復運行していた。運行開始当時においても鉄道普通運賃より安く、しかも渋滞がなければ所要時間は2時間と速達性においても申し分なかったことから利用者が急増し、続行便や臨時便を多数設定しないとさばき切れないほどの盛況になった。なお、新宿駅発着便の設定はされていない。
ほどなく1日18往復に増便したが、これによって鉄道からの乗客の転移が見られるようになり、さらに乗客が増加することになった。また、住友金属工業（現・日本製鉄）を筆頭とする鹿島コンビナートの各社への出張客や神栖町・波崎町（当時）方面からの出迎え・見送り需要などで鹿島セントラルホテルバス停に利用客が集中し、事実上当地区の重要な乗り継ぎターミナルと化していった（後刻にはさき号が追加開業）。また、水郷潮来バスターミナルも2002年に停留所が現在地に移転し、大規模な駐車場が設置されたことにより、周辺地域からのパーク&ライドでの利用者が非常に多くなり、私設の駐車場まで整備されるほどである。週末などの多客期はバス停に乗車待ちの行列ができるほど利用者が多い。
この当時の1日18往復という設定は、概ね1時間に1 - 2便程度の運行頻度であるが、需要の増加が輸送力を上回ると言う状況となり、定期便のみでは輸送力の限界に達したため、1991年5月の大型連休中には、臨時便が定期便の3倍前後も設定される事態になった。あまりにも続行便が多いため、関東鉄道・京成電鉄（当時）では貸切車をかき集めて臨時便に仕立てるだけでなく、将来定期便が増便されることを見越して高速車を新車で多数導入したほどであり、JRバス関東でも予備車となっていたミドルデッカーの国鉄専用型式・スーパーハイデッカーや貸切車まで動員していた。後に鹿島アントラーズクラブハウス経由の便も設定された。
「かしま号」と同じく、相当な便数が設定されていた「つくば号」では続行便・臨時便の設定も限界に近い状態であったが、「かしま号」では京成電鉄（当時）も加わった3社共同運行であったため、続行便手配においても対応しやすい面はあった。その後1日36往復に増便されたが、1994年12月3日改正で「あやめ」はわずか1往復に削減された（「あやめ」は2015年3月13日に定期運行を終了した）。
その後も数次にわたって増便された結果、2007年11月16日のダイヤ改正では開業当時の約15倍弱の本数の87往復に達し、ドル箱路線だった「つくば号」が首都圏新都市鉄道つくばエクスプレスの影響で減便となって以降、東京駅発の高速バスでは最も便数と利用者数が多いドル箱路線となっている。
メルカリスタジアムにおいて、鹿島アントラーズの主催試合及び、国際親善試合などが行われる際には、試合開始6時間前から2時間前までの鹿島神宮駅行きの便がすべてカシマサッカースタジアムまで延伸される。状況によって臨時便も多数設定され、試合後の上り便では東京駅直行の臨時便が運行される。
なお、2011年3月6日より、鹿島アントラーズの主催試合開催日及び、国際親善試合開催日などに限り、東京駅 - メルカリスタジアム間の直行高速バス（座席指定制）が運行を開始しているが、こちらはあくまで別系統の扱いとなる（運賃も乗降場所も異なる）ため、「かしま号」の乗車券類は使用できない。

### 年表
1989年（平成元年）
- 4月4日 - 運行開始。1日6往復。

1990年（平成2年）
- 7月 - 1日18往復に増便。

1992年（平成4年）
- 2月1日 - 1日36往復に増便。上り便の東京駅到着場所を八重洲北口（現在の日本橋口）に変更。

1993年（平成5年）
- 3月 - バス停追加（鹿島宇宙通信センター）。
- 10月 - 1日45往復に増便。

1998年（平成10年）
- 10月 - 1日60往復に増便。

1999年（平成11年）
- 10月 - 1日63往復に増便。

2000年（平成12年）
- 4月 - 一部便（1日10往復）を鹿島アントラーズクラブハウス経由に変更。

2001年（平成13年）
- 3月20日 - 鹿島セントラルホテル発着便（1日9往復）を新設。合計1日69往復となる（鹿島セントラルホテル - 鹿島神宮駅間では1日60往復に減便）。

2006年（平成18年）
- 3月11日 - カシマサッカースタジアム発着の直行便（水郷潮来から鹿島神宮駅へ上下とも直結。1日6往復）運行開始。合計1日75往復となる。

2007年（平成19年）
- 11月16日 - カシマサッカースタジアム発着便が1日8往復に増便され、下り便が鹿島神宮駅まで従来経路と同じ（宇宙通信センター経由）になる（上り便は従来どおり鹿島神宮駅→水郷潮来間直結）。鹿島神宮駅発着便も増便され、合計1日87往復となる。

2009年（平成21年）
- 7月1日 - 鹿島バスターミナルの廃止に伴い、バス停名（「鹿島神宮」へ）および運行時刻を変更。
- 7月11日 - カシマサッカースタジアムで試合が開催される場合、試合開始6時間前から2時間前までの鹿島神宮駅行の便が、全てカシマサッカースタジアムまで延伸されるようになる。

2011年（平成23年）
- 7月15日 - 合計1日81往復に減便。6枚綴り回数券の発売を終了し、4枚綴り回数券の発売を開始。

2012年（平成24年）
- 11月1日 - バス停名「住友金属」から「鹿島製鉄所」に変更。

2013年（平成25年）
- 3月31日 - ICカードSuica・PASMOのサービスを開始。相互利用サービスを実施している全国計10種類の交通系ICカードが利用可能となる。
- 5月31日 - 4枚綴り回数券の販売を終了。
- 6月10日 - 定期券（通勤用、通学用）を発売開始。利用開始は6月17日から。
- 7月31日 - 4枚綴り回数券の利用を終了。
- 8月1日 - 深夜便「ミッドナイトかしま号」の運行を開始。同時に鹿島セントラルホテル始発の夕方の上り便も増便。

2018年（平成30年）
- 7月1日 - 下り深夜便の運賃を大人3,200円、小児1,600円に改定。
- 7月13日 - 1日6往復増便し、合計88往復（下り深夜便含む）になる。また、ジェイアールバステックが運行に参入し、2往復を担当する。

2019年（平成31年／令和元年）
- 2月1日 - 運賃を大人1,950円、小児980円に改定（但し、ICカード決済の場合は改定前の大人1,830円、小児920円と割引になる）。また、カシマサッカースタジアム行（直行臨時便）の運賃を大人2,450円、小児1,230円に改定。
- 4月1日 - スマホアプリ「バスもり！」にて定期券の購入が可能となった。
- 10月1日 - 消費税率引き上げに伴い、運賃を大人2,000円、小児1,000円に改定（但し、ICカード決済の場合は大人1,850円、小児930円と割引になる）。また、カシマサッカースタジアム行（直行臨時便）の運賃を大人2,500円、小児1,250円に改定。下り深夜便については変更なし。

2020年（令和2年）
- 3月16日 - 新型コロナウイルス感染症（COVID-19）蔓延の影響により、この日より（同年4月5日までの予定→「当面の間」に変更）一部便（1日7往復）を減便。
- 3月27日 - 減便を拡大。
- 4月16日 - この日より当面の間、特別ダイヤ（1日45往復）で運行。
- 5月7日 - 鹿島宇宙通信センターのバス停を6月30日まで休止。
- 5月25日 - 特別ダイヤを変更。
- 7月1日 - 鹿島宇宙通信センターのバス停を新設のバイパスへ移設し、鹿島宇宙センターに変更。
- 11月9日 - 特別ダイヤを変更。

2021年（令和3年）
- 5月9日 - 茨城県が公告主となり鹿嶋市で開催される東京五輪サッカー競技への五輪機運醸成のために「TOKYO 2020」ラッピングバスを各社1台ずつ計3台を同年8月8日まで運行。
- 5月10日 - 首都高速道路「呉服橋出入口」廃止に伴い、上り便の運行経路・時刻を変更。
- 6月7日 - みと号のダイヤ改正絡みで、JRバス関東担当の1往復のみ水戸支店が担当となる。
- 12月10日 - 特別ダイヤを変更。1日57往復に増便。

2022年（令和4年）
- 7月16日 - 特別ダイヤを変更。1日63往復に増便。

2023年（令和5年）
- 1月1日 - 運賃改定。

2024年（令和6年）
- 4月1日 - ダイヤ改正を実施（土日祝の運行本数の下り12便、上り6便の増便）。土休日のみ京成バス長沼営業所参入。
- 12月4日 - 施設名称の変更に伴い、「鹿島セントラルホテル」バス停を「アートホテル鹿島セントラル」に名称変更。

2025年（令和7年）
- 1月14日 - ジェイアールバステックが撤退。
- 7月1日 - 茨城県立カシマサッカースタジアムのネーミングライツに伴い、カシマサッカースタジアム停留所をメルカリスタジアムに名称変更。

## ミッドナイトかしま号
- 深夜急行：東京駅八重洲南口 → 水郷潮来 → 鹿島セントラルホテル → 鹿島製鉄所 → 鹿島宇宙センター → 鹿嶋市役所 → 鹿島神宮 → 鹿島神宮駅

- 2013年8月1日 - 運行開始。
- 2020年3月27日 - 新型コロナウィルス感染拡大により、当面の間運休となる。

### 運行会社
- 関東鉄道（潮来営業所）

### 概要
ミッドナイトかしま号は、2013年8月1日より運行を開始した東京駅八重洲口と鹿島神宮駅を結ぶ深夜急行バスである。
全席指定制で事前予約が必須となっている。
ルートは宇宙センター経由便と同じくで、運賃は通常便より割高である。また、通常便の定期券でも乗車可能だが、その際は差額分を現金で支払わなければならない。

## カシマサッカー号
- 直行：東京駅（乗車：八重洲南口／降車：日本橋口） - （無停車） - メルカリスタジアム（鹿島サッカースタジアム駅西側駐車場）

※鹿島アントラーズ試合開催日のみ運行
2011年（平成23年）
- 3月6日 - 運行開始。
- 3月11日 - 東日本大震災によるスタジアム損壊による使用中止により運休。
- 6月4日 - 震災復興チャリティーイベント SMILE AGAIN〜YELL FROM KASHIMA〜「ANTLERS LEGENDS（アントラーズOB選抜）対WITH HOPE UNITED（JリーグOB選抜）」より運行再開。

2018年（平成30年）
- 7月13日 - ジェイアールバステック参入。

2020年（令和2年）
- 2月28日 - 新型コロナウィルス感染拡大の影響により、Jリーグの試合開催が延期になった事を受け、当面運休となる。
- 9月27日 - 運行再開。

2025年（令和7年）
- 1月14日 - ジェイアールバステックが撤退。
- 7月1日 - 『カシマサッカースタジアム』停留所を『メルカリスタジアム』停留所に改称。（カシマサッカー号の運行は7月20日より開始）

### 運行会社
- ジェイアールバス関東（東京支店・鹿嶋支店・水戸支店・土浦支店・成田空港支店ほか）
- 関東鉄道（潮来営業所・波崎車庫・鉾田営業所・水戸営業所・つくば中央営業所・守谷営業所）
- 京成バス（奥戸営業所・長沼営業所・千葉営業所・新習志野高速営業所）
- 京成バス千葉ウエスト（千鳥営業所）
- 関鉄観光バス

### 概要
メルカリスタジアムで鹿島アントラーズの主催試合が開催される際に運行される臨時バス。全席指定の為、事前予約が必要となる他、運賃以外に座席指定料が発生し、IC割引は適用されない。またカシマサッカースタジアム停留所は、かしま号の停留所とは異なる停留所からの乗車となる。
東京駅を出発後、メルカリスタジアムまでの運行中に試合中止が決定した場合、運行中断を行ない東京駅に引き返す事もある。

## 車両
4社とも40 - 44人乗りのWC付ハイデッカーが使用されている。
多客日は各社とも本来の担当支店・営業所だけではやりくりがつかず、かしま号を担当していない他の営業所から貸切車を動員して続行便や臨時便に充てていたことがある。現在でもメルカリスタジアムでのサッカー開催日や学休期間などの混雑日には各社とも他の支店・営業所から応援に来ることがある。
なお利用者が多い路線ではあるが、以前のつくば号と違いダブルデッカーでの運行は設定されていない。ただし、サッカー開催時のメルカリスタジアム発着の臨時直行便においてはJRバス関東東京支店の青春エコドリーム号仕様の二階建てバスや、関東鉄道水戸営業所の水戸駅⇔東京ディズニーリゾート線運用中心のスカニア・J-InterCityDDなども間合い運用で使われることもある。

### 過去の使用車両画像一覧

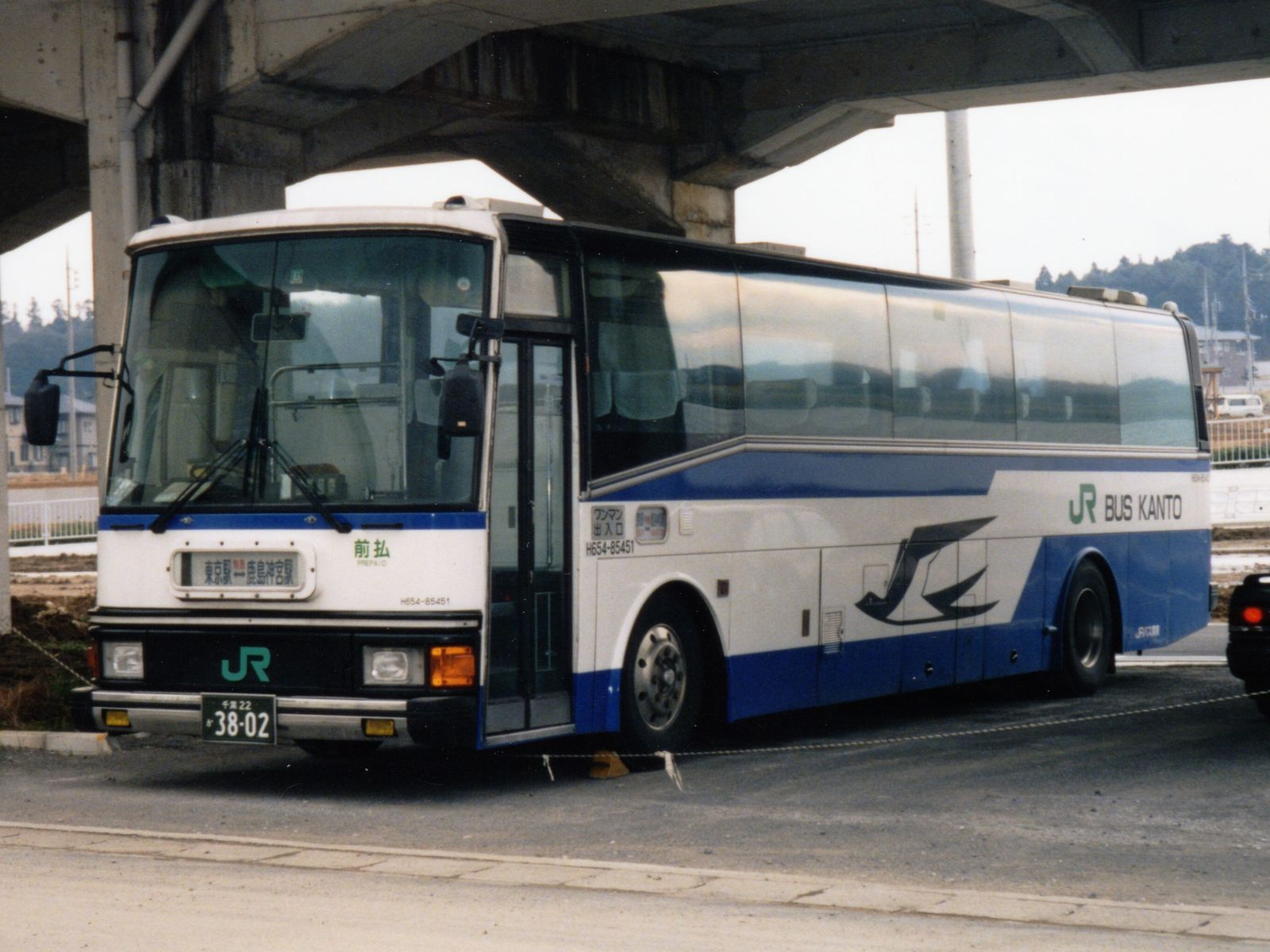
かしま号 かつて使用された国鉄専用型式 JRバス関東 H654-85451
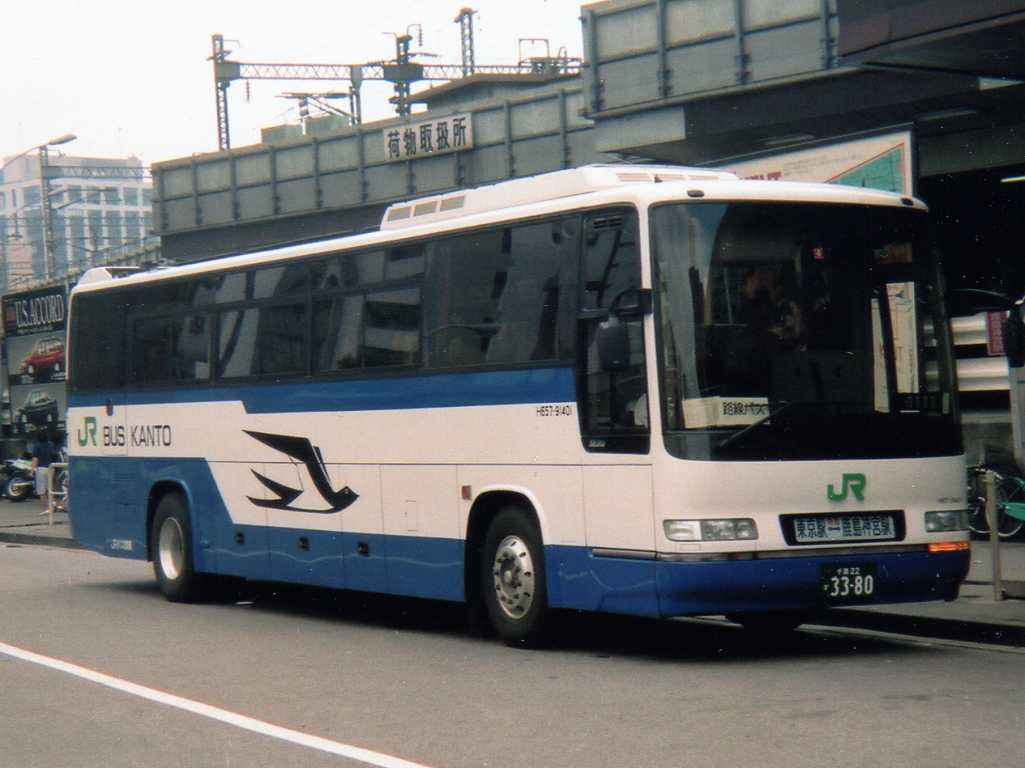
かしま号 かつて使用された「ONライナー」兼用車 JRバス関東 H657-91401
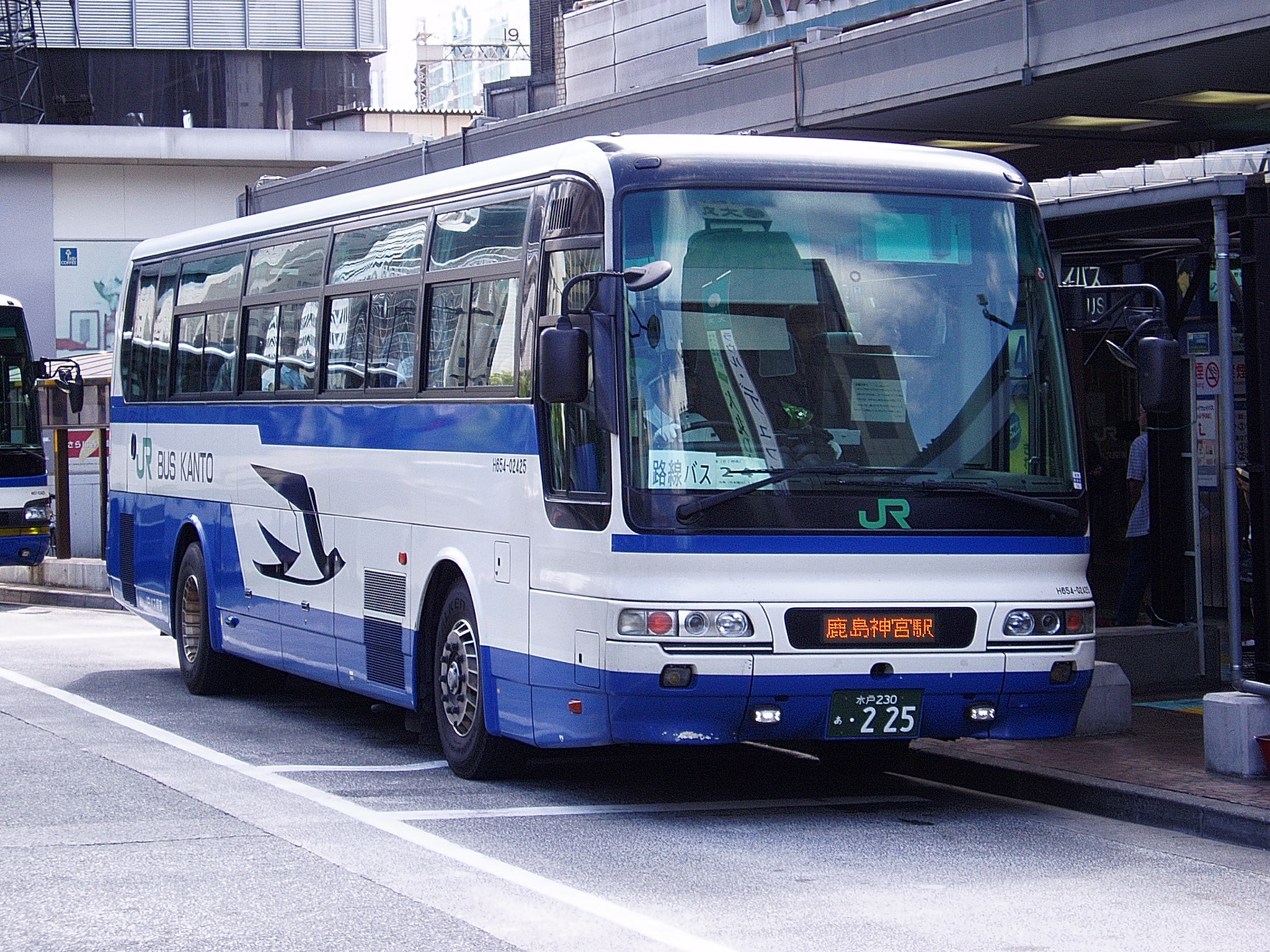
かしま号 JRバス関東 H654-02425
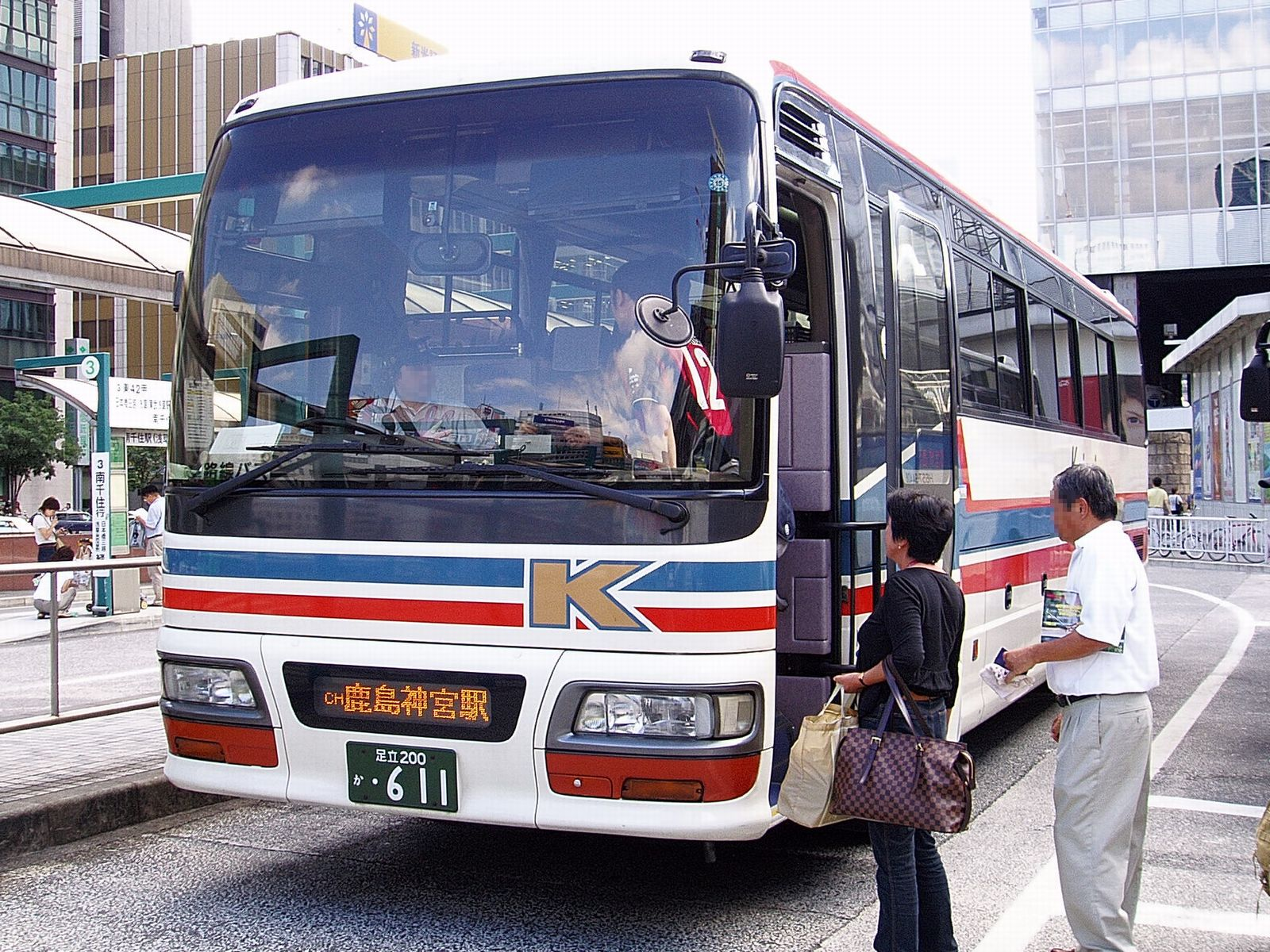
かしま号 行先の「CH」はアントラーズクラブハウス経由を示す 京成バス 1083
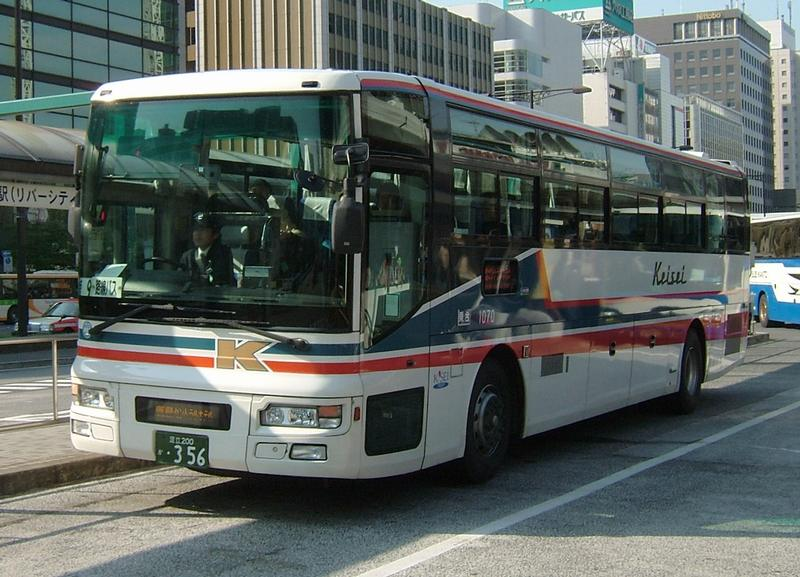
かしま号 珍しい富士重架装のガーラも使用されていた 京成バス 1070
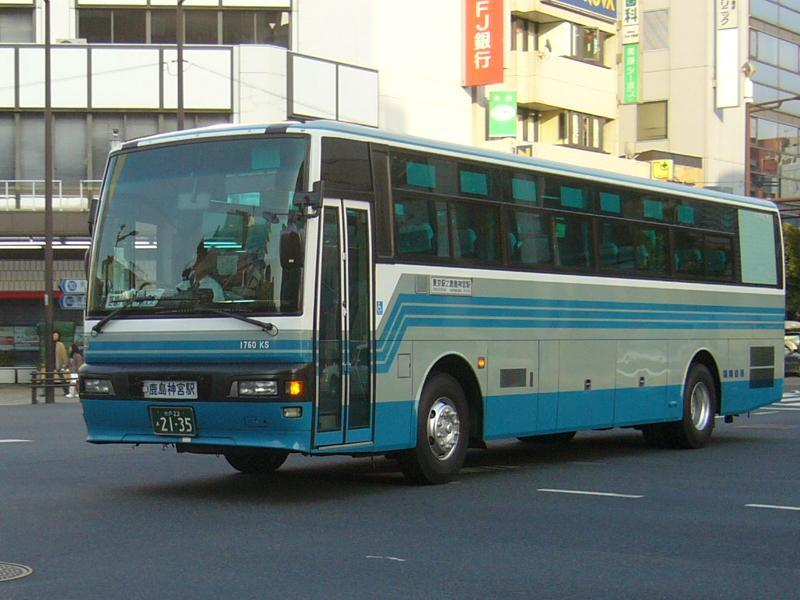
かしま号 関東鉄道 1760KS
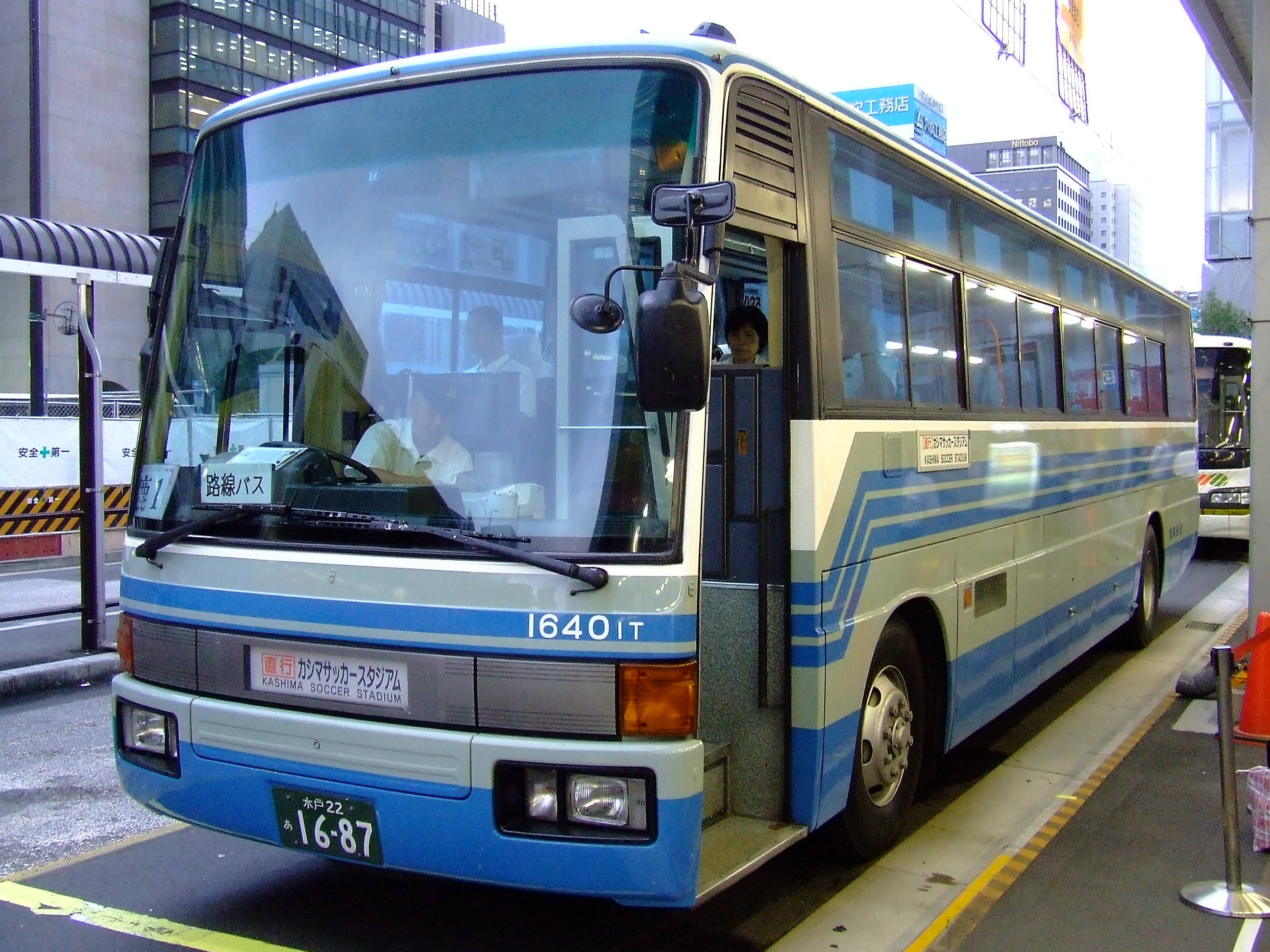
かしま号 関東鉄道 1640IT
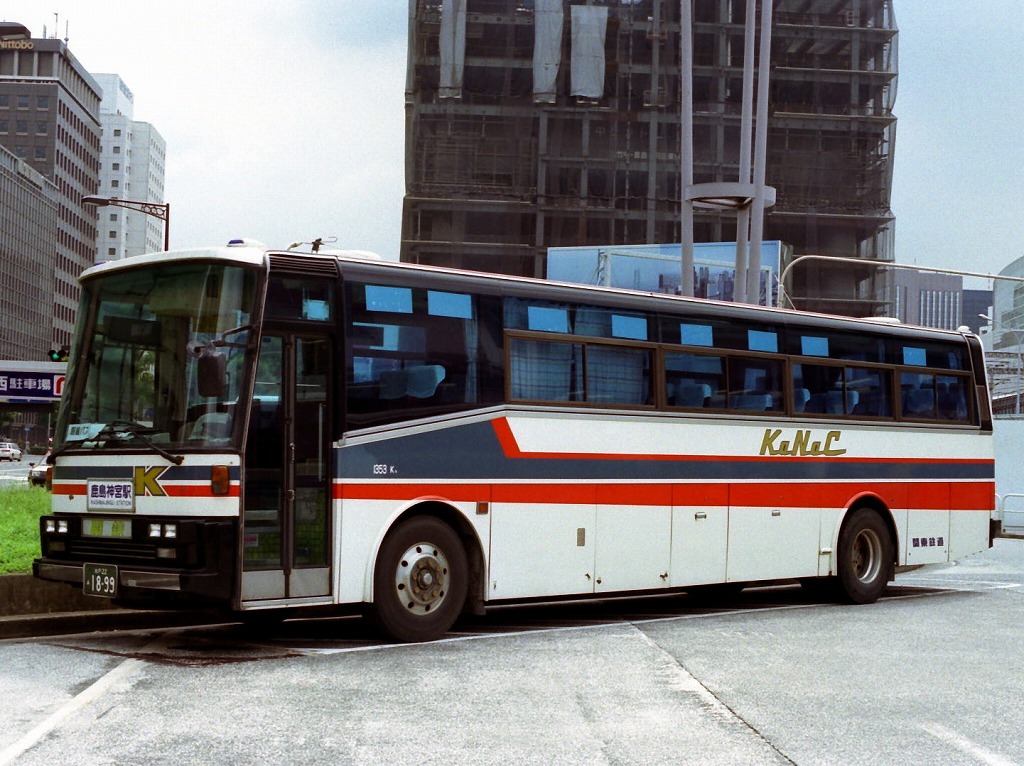
かしま号 臨時便には貸切車からの改造車（トイレなし）も使用されていた 関東鉄道 1353KS
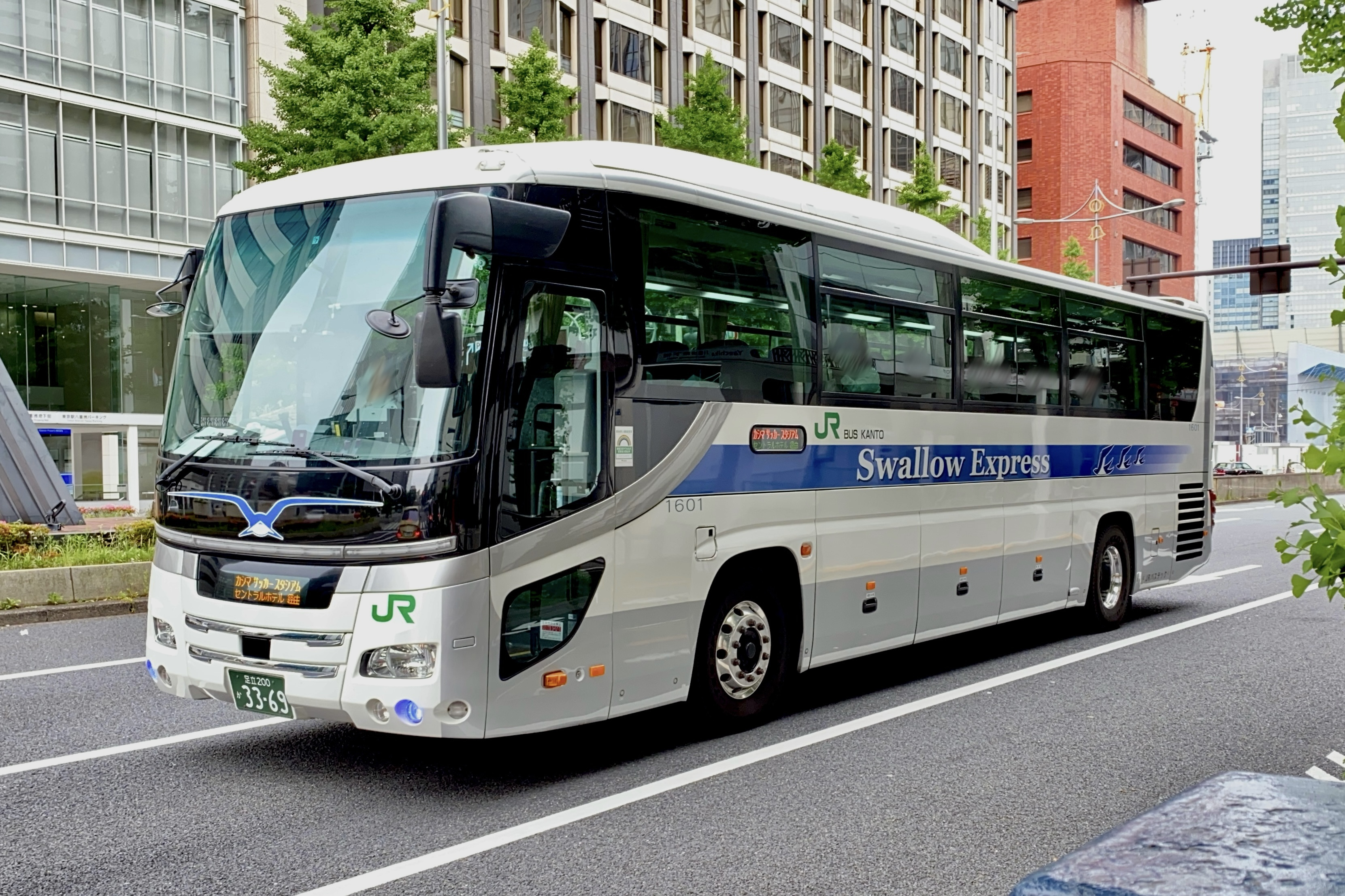
ジェイアールバステックが運行するかしま号

## 注記
1. ↑  “ジェイアールバス関東（株）遺失物連絡先”.  ジェイアールバス関東. 2020年2月15日閲覧。
2. 1 2 3 4 5 6  “好調続く高速線 18日から使用開始 南海「岸里玉出」統合駅新設”. 交通新聞 (交通新聞社):  p. 1. (1993年4月14日)
3. ↑  東京駅と鹿島神宮駅は鉄道では114.5kmで、1989年4月4日の時点での運賃は鉄道が1,800円、「かしま号」は1,700円であった。なお、この運賃は消費税転嫁分を除けば鉄道・バスとも2015年現在もほぼ変わっていない。
4. 1 2  “東京-茨城県南高速バス2路線 JRバス関東など来月1日から増便”. 交通新聞 (交通新聞社):  p. 2. (1992年1月18日)
5. ↑  “スタジアム発、東京へ１．５時間　鹿嶋からの高速バス、１１日から”. 朝日新聞 (朝日新聞社):  p. 34（朝刊・東京地方版／茨城）. (2006年3月9日) {{cite news}}: |date=の日付が不正です。 (説明)⚠
6. ↑  “【お知らせ】高速鹿島線「かしま号」でのご利用に交通系ICカードがご利用いただけます”.   ジェイアールバス関東 (2013年3月29日). 2013年4月6日閲覧。
7. 1 2  “高速鹿島線 回数乗車券の廃止について”.   ジェイアールバス関東 (2013年4月26日). 2013年4月6日閲覧。
8. ↑  “アーカイブされたコピー”. 2013年8月6日時点のオリジナルよりアーカイブ。2013年8月6日閲覧。 - 関東鉄道（高速バス「鹿島東京線」　深夜便『ミッドナイトかしま』の運行開始について）
9. ↑  “深夜運行便（ミッドナイト号）の運賃改定について”.   ジェイアールバス関東 (2018年5月24日). 2018年6月25日閲覧。
10. ↑  “【東京〜鹿島線】ダイヤ改正実施”.   ジェイアールバス関東 (2018年6月22日). 2018年6月25日閲覧。
11. ↑  “【鹿島神宮線】【波崎線】【カシマサッカースタジアム線（直行便）】 運賃改定の実施について”.   ジェイアールバス関東 (2019年1月16日). 2019年3月1日閲覧。
12. ↑  “消費税率変更に伴う高速バスの運賃について”.   ジェイアールバス関東 (2019年9月2日). 2019年10月5日閲覧。
13. ↑  “消費税率引上げに伴う高速バス運賃の改定について” (PDF).   関東鉄道 (2019年9月17日). 2019年10月5日閲覧。
14. ↑  “消費税率引き上げに伴う運賃改定のお知らせ（高速バス・夜行高速バス・深夜急行バス）” (PDF).   京成バス (2019年9月6日). 2019年9月6日閲覧。
15. ↑  “高速バス『鹿島〜東京線』減便のお知らせ” (PDF).   関東鉄道. 2020年6月7日閲覧。
16. ↑  “高速バス『鹿島〜東京線』減便のお知らせ” (PDF).   関東鉄道. 2020年6月7日閲覧。
17. ↑  “高速バス『鹿島〜東京線』 特別時刻表” (PDF).   関東鉄道. 2020年6月7日閲覧。
18. ↑  “高速バス「鹿島宇宙通信センター」停留所休止のお知らせ【5/7〜6/30】” (PDF).   関東鉄道. 2020年7月4日閲覧。
19. ↑  “高速バス『鹿島〜東京線』 運行拡大のお知らせ” (PDF).   関東鉄道. 2020年6月7日閲覧。
20. ↑  “高速バス「鹿島宇宙通信センター」停留所名称変更・移設のお知らせ【7/1〜】” (PDF).   関東鉄道. 2020年7月4日閲覧。
21. ↑  “【かしま号】１１月９日（月）にダイヤ改正を実施します”.   ジェイアールバス関東 (2020年10月30日). 2020年11月21日閲覧。
22. ↑  “高速バス『鹿島〜東京線』 特別時刻表” (PDF).   関東鉄道. 2020年11月21日閲覧。
23. ↑  “五輪機運醸成へラッピングバス　鹿島神宮-東京駅間”. 茨城新聞. (2021年5月10日) 2021年9月22日閲覧。
24. ↑  “5/10（月） 首都高速道路「呉服橋出入口」廃止に伴い 一部路線の運行経路・時刻を変更します”.   ジェイアールバス関東 (2021年4月27日). 2022年7月16日時点のオリジナルよりアーカイブ。2021年12月12日閲覧。
25. ↑  “12/10(金)～高速バス「かしま号」ダイヤ改正（運行回数を増やします）”.   ジェイアールバス関東 (2021年12月2日). 2022年7月16日時点のオリジナルよりアーカイブ。2021年12月12日閲覧。
26. ↑  “高速バス『鹿島〜東京線』 特別時刻表” (PDF).   関東鉄道. 2021年12月12日閲覧。
27. ↑  “【7/16(土)～】みと号・つくば号・かしま号のダイヤ改正(増便)を行います”.   ジェイアールバス関東 (2022年7月4日). 2022年7月16日時点のオリジナルよりアーカイブ。2022年7月16日閲覧。
28. ↑  “高速バス『鹿島〜東京線』 運行時刻表” (PDF).   関東鉄道. 2022年7月16日閲覧。
29. ↑  “高速バスの運賃改定について”.   関東鉄道 (2022年12月1日). 2022年12月31日閲覧。
30. ↑  “4/1より高速バス鹿島線 ダイヤ改正を実施します（土日祝 増発）” (PDF).   関東鉄道 (2024年3月15日). 2024年6月29日時点のオリジナルよりアーカイブ。2024年12月22日閲覧。
31. ↑  “高速バス「かしま号(東京鹿島線)」増回を伴うダイヤ改正のお知らせ【4/1～】” (PDF).   京成バス (2021年12月2日). 2021年12月12日閲覧。
32. ↑  “停留所名称の変更について（潮来・波崎）”.   関東鉄道 (2024年11月20日). 2024年11月21日時点のオリジナルよりアーカイブ。2024年12月22日閲覧。
33. ↑  予約制高速バス運行のお知らせ | 鹿島アントラーズ オフィシャルサイト
34. ↑   トップチーム選手1名の新型コロナウイルス感染症陽性の疑いのお知らせ（2020.11.14 鹿島アントラーズ公式サイト）。2020年11月14日の鹿島アントラーズ対川崎フロンターレ戦開催当日、アントラーズの選手1名が新型コロナウィルスに感染している事が判明し、協議の結果次第ではカシマサッカー号の運行中に開催中止が決定される可能性が出てきた。この発表を受け、サッカーの開催・中止を問わず、東京駅～スタジアムまで運行が済んだ便に関しては払い戻しはしないが、東京駅を発車し、スタジアムに向かう途中に中止が決まった場合・運休になった場合・試合開催可否未定を理由に払い戻しを求められた場合は無手数料で払い戻しとすると発表した。